# S Doradus
Désignations
S Doradus (en abrégé S Dor) est une étoile du Grand Nuage de Magellan située dans la constellation australe de la Dorade. C'est une variable lumineuse bleue, qui sont d'ailleurs parfois nommées les variables de type S Doradus, ainsi que l'une des étoiles les plus lumineuses connues.